# Dwór w Rąpicach
Dwór w Rąpicach – zabytkowy dwór we wsi Rąpice, w powiecie słubickim na terenie województwa lubuskiego.
Projektant oraz dokładna data wzniesienia dworu nie są znane.